# Формика, Лисандро
Лисандро Формика (фр. Lissandro Formica, род. 2 октября 2009, Теден), выступающий как просто Лисандро (или Лиссандро), — победитель конкурса песни «Детское Евровидение — 2022».

## Биография
Лисандро родился в 2009 году в Тедене. Мальчик поёт на пяти языках, дублирует иностранные сериалы на Французский и мечтает стать логопедом. Также мальчик хочет присоединиться к франшизе Звёздные войны. В качестве домашних животных держит мопса и кролика. Ещё в возрасте пяти лет мальчик увлёкся творчеством Элвиса Пресли, из-за чего получил забавное прозвище Элвисандро.
С раннего детства Лисандро начал брать уроки вокала. Среди его преподавателей были Марина Д'Амико — серебряная финалистка второго сезона XFactor и певец Мика.

## La voice kids France
Первый дебют Лисандро был в 2020 году на конкурсе La voice kids France. На слепых прослушиваниях исполнил песню «Too Much» и вошёл в команду Дженнифер Бартоли. На этапе поединки исполнил песню «Les Playboys». В полуфинале спел песню «One Way of Another» и попал в финал. В финальном этапе мальчик выступил с песней «Blame it on a Bloogie», но победа досталась Ребекке Саяк из команды Патрика Фьоре.

## Детское Евровидение — 2022
28 октября 2022 года Франция утвердила Лисандро на Детское Евровидение. На конкурсе мальчик исполнял песню «Oh, Mamman!» (фр. Ой, мама!).
Мы рады приветствовать Лисандро в большой семье Детского Евровидения. Молодой художник, полный таланта, чтобы защищать цвета Франции в Армении.Александра Редде-Амьель, глава делегации Франции
Сам же Лисандро был полон впечатлений от того, что его выбрали на конкурс.
Я очень горжусь и горжусь тем, что представляю Францию со своей песней, одновременно из мира поп-музыки и рока, которую я всегда любил!
И какая гордость быть частью замечательной семьи «Евровидения». Я сделаю все, что в моих силах, чтобы цвета Франции сияли.Лисандро Формика о Детском Евровидении
11 декабря 2022 года Лисандро одержал победу на Детском Евровидении. Он набрал 203 балла и стал вторым победителем от Франции. Второе место досталось певице из Армении Наре Газарян.